# Lee Ranaldo

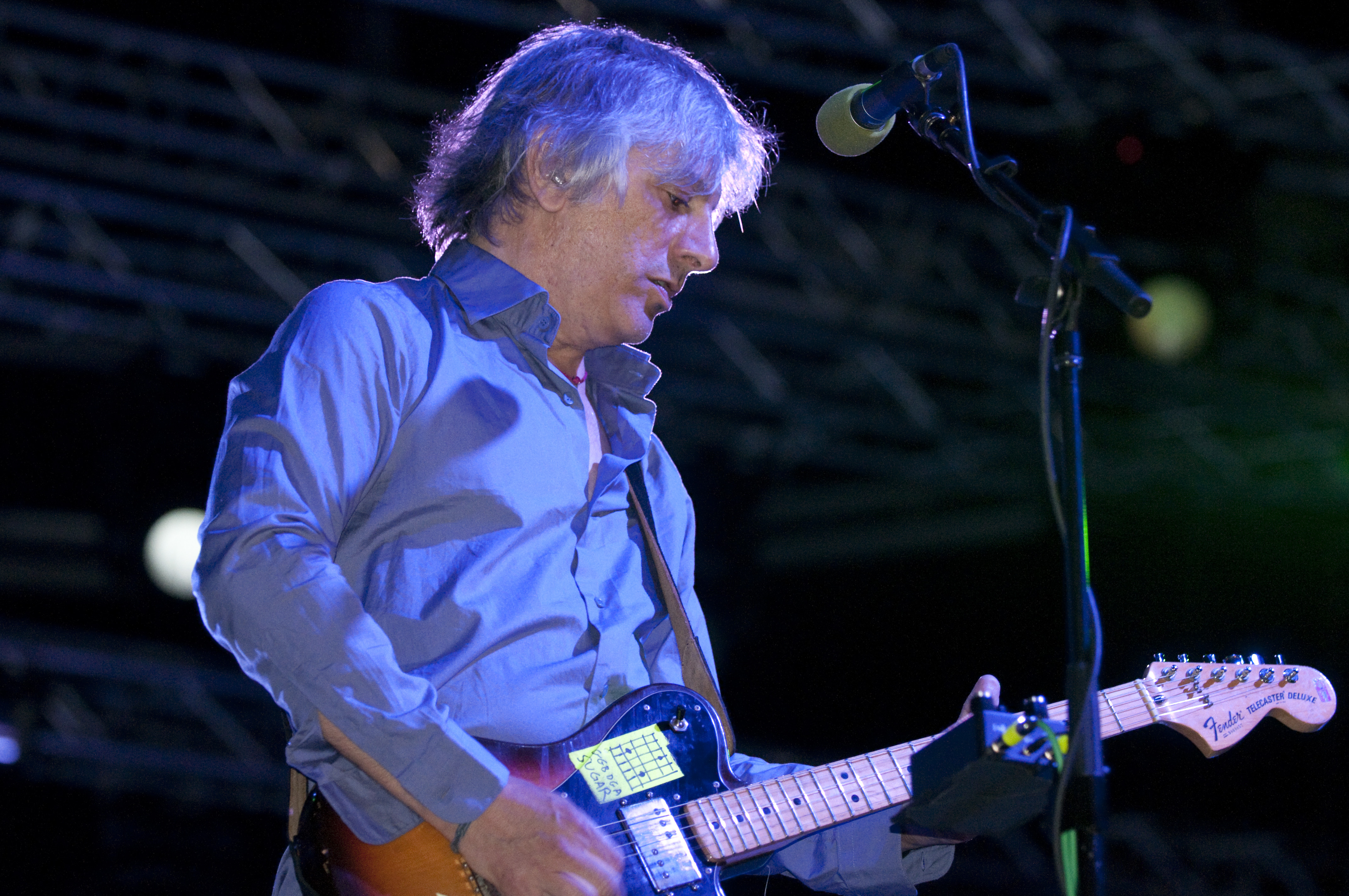
Lee Ranaldo live mit Sonic Youth (2009)

Lee Mark Ranaldo (* 3. Februar 1956 in Glen Cove, New York) ist ein US-amerikanischer Gitarrist, Sänger, Musikproduzent und Autor. Bekannt wurde er als Mitglied der Rockband Sonic Youth (1981–2011). Ranaldo ist seit den 1980er Jahren auch als Solo-Künstler und in diversen Neben-Projekten aktiv. Er gilt als einer der einflussreichsten Gitarristen der Rockmusik.

## Leben
Lee Ranaldo wurde 1956 in Glen Cove, New York, als Sohn einer italoamerikanischen Familie geboren. Seine Mutter war Pianistin und Ranaldo wuchs in einem musikalisch geprägten Umfeld auf. Bereits in der Highschool spielte er in verschiedenen Bandprojekten. Seit Ende der 1960er Jahre war Ranaldo ein großer Fan von The Grateful Dead, deren Live-Auftritte er später oft besuchte. Er hörte außerdem Musik von Bands wie Jefferson Airplane und Quicksilver. Bis 1978 studierte Ranaldo an der Binghamton University zunächst Mathematik und Naturwissenschaften, wechselte aber im zweiten Studienjahr zu den Kunstwissenschaften. Während seines Studiums beschäftigte er sich verstärkt mit Autoren der Beat Generation wie Allen Ginsberg und der Musik von Patti Smith, Television, Richard Hell und The Voidoids, die ihn zum Punk-Rock führten.
Mit seinem Kommilitonen David Linton besuchte er zahlreiche Konzerte vor allem von New-Wave-Bands, z. B. im New Yorker Club CBGB. Dies inspirierte ihn, gemeinsam mit Linton, Fred Riedel und Stuart Somer die Rockband The Fluks zu gründen, mit der sie zunächst vor allem Coverversionen spielten. Nach dem Ranaldo Televisions Album Marquee Moon gehört hatte und die Talking Heads live erlebt hatte, begannen sie mit dem Schreiben eigener Stücke. Immer Sommer 1979 zog Ranaldo nach New York City. Mit der in The Flucts umbenannten Band hatte er erste Auftritte in Clubs wie dem CBGB und Max’s Kansas City, bevor die Band sich 1980 auflöste. Zu dieser Zeit lernte er auch Thurston Moore kennen. Moore organisierte 1981 im New Yorker White Columns das Noise Fest, bei dem Ranaldo und David Linton unter dem Namen Avoidance Behavior auftraten. Moore und Kim Gordon hatten einen Auftritt als Sonic Youth. Bei dem gleichen Festival trat Ranaldo gemeinsam mit Glenn Branca auf. Kim Gordon überzeugte Moore und Ranaldo, gemeinsam als Sonic Youth aufzutreten.

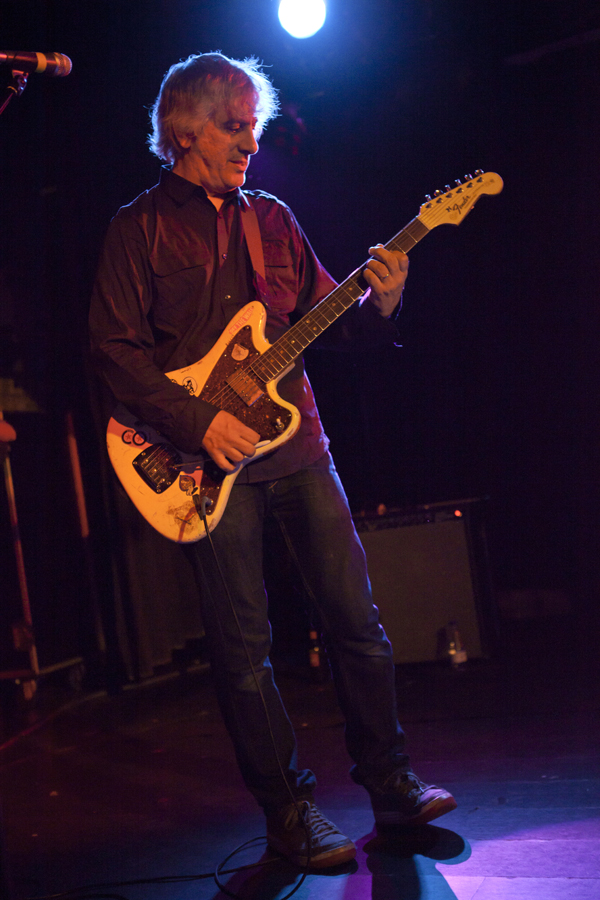
Lee Ranaldo live (2013)

Im März 1982 erschien bei Glenn Brancas und Josh Baers Label Neutral Records die selbstbetitelte Debüt-EP Sonic Youth, dem noch im gleichen Jahr das Debütalbum Confusion Is Sex folgte. Ranaldo blieb bei Sonic Youth bis zur Verkündung der Auszeit der Band 2011 aktiv. Ranaldo spielte Gitarre und war ab Mitte der 1980er Jahre auch als Sänger neben Moore und Gordon zu hören.
1987 veröffentlichte Ranaldo mit dem Noise-Album From Here to Infinity sein Debüt als Solo-Künstler. 1993 folgte das Solo-Album Scriptures of the Golden Eternity. Ab Mitte der 1990er Jahre veröffentlichte Ranaldo zahlreiche Solo-Werke, wobei er mit Künstlern wie William Hooker, Jim O’Rourke, Gianni Gebbia, Loren Mazzacane Connors, Thurston Moore, Christian Marclay, Steve Shelley, Mats Gustafsson, Roger Miller, Glen Hall, Nels Cline, Alan Licht, My Cat Is an Alien, Ramona Ponzini, Christoph Heemann, Jean-Marc Montera, William Basinski, Hifiklub, Marc Urselli, Balázs Pándi, Pascal Comelade und Ramón Prats kooperierte.
Mit seiner Lebensgefährtin Leah Singer tritt Ranaldo unter dem Projektnamen Drift mit improvisierter Musik auf. Gemeinsam mit Alan Licht, Ulrich Krieger, Christian Marclay und William Hooker gründete Ranaldo 2001 die Gruppe Text of Light, mit der er zwischen 2004 und 2010 diverse Alben veröffentlichte.
Anfang 2012 veröffentlichte Ranaldo auf Matador Records das Album Between the Times and the Tides, auf dem er vergleichsweise geradlinige Rock-Songs mit Gesang präsentierte. Das Album entstand unter Mitwirkung von Jim O’Rourke, Steve Shelley, Bob Bert, Nels Cline, Alan Licht, John Medeski und Irwin Menken. Für die Tour zum Album gründete er die Band Lee Ranaldo and The Dust, in der neben ihm Alan Licht, Steve Shelley und der Bassist Tim Lüntzel spielten. Mit The Dust veröffentlichte Ranaldo in den nächsten beiden Jahren drei weitere Alben. Aus der Kooperation mit dem katalanischen Produzenten Raül Refree entstand das Album Electric Trim, das Ranaldo im September 2017 auf Mute Records veröffentlichte.
Als Musikproduzent produzierte Ranaldo Alben und EPs für Musiker wie Glenn Branca, False Virgins, Babes in Toyland, Deity Guns, You Am I, Christina Rosenvinge, Magik Markers, Wooden Wand und Hifiklub. Neben der Musik ist Ranaldo auch schriftstellerisch tätig und verfasste unter anderem diverse Journale, Gedichtbände und Schriften über Musik.
Yuri Landman baute für Ranaldo 2007 die Moonlander, eine Doppeldecker-Gitarre mit 18 Saiten. 2009 erstellte Fender nach Ranaldos Vorgaben die Fender Lee Ranaldo Jazzmaster, seine eigene Signature-Gitarre.
Im Mai 2024 ernannte die Binghamton University Ranaldo ehrenhalber zum Doktor der Musik.
Aus Ranaldos 1981 geschlossener und später geschiedener Ehe mit Amanda Linn ging der Sohn Cody Ranaldo (* 1985) hervor. In zweiter Ehe ist er seit 1989 mit der Künstlerin Leah Singer verheiratet, mit der auch bei verschiedenen Projekten zusammenarbeitet. Aus dieser Ehe gingen zwei weitere Söhne (* 1999, 2001) hervor. Die Familie lebt in Lower Manhattan.

## Einfluss
Ranaldo gilt als einer der einflussreichsten Gitarristen. David Fricke nahm Ranaldo 2010 in die Liste 100 Greatest Guitarists: David Fricke’s Picks für das Magazin Rolling Stone auf Platz 33 auf; einen Platz vor seinem Sonic-Youth-Bandkollegen Thurston Moore. Ranaldo und Moore hätten die Rockgitarre für anderen Stimmungen genutzt und eine eigene Sprache seltsamen Gitarrenlärms geschaffen. Beide seien laut Fricke zwar keine Meister der Technik, aber dafür virtuose Klangschmiede, die zahllose Rockmusiker inspiriert und beeinflusst hätten. Bei einer 2023 ebenfalls vom Rolling Stone veröffentlichten Liste der 250 besten Gitarristen aller Zeiten waren Ranaldo und Moore zusammen auf Platz 57 genannt. Ranaldo und Moore hätten auch durch Umbauten der Gitarren und den Einsatz von Feedback-Effekten gemeinsam eine neue Klangwand geschaffen und die Regeln, wie Gitarren klingen sollten, neu geschrieben.
Das Magazin Spin veröffentlichte im Mai 2012 eine von Mitarbeitern des Magazins erstellte Liste der 100 besten Gitarristen, in der Ranaldo zusammen mit Thurston Moore auf Platz 1 rangiert. Ranaldo und Moore hätten einen enormen Einfluss auf die Entwicklung des Indie-Rocks genommen, der heute anders klingen würde, wenn Sonic Youth „nicht alle College-Rock-Bands Mitte der 80er Jahre verzaubert und entgleisen lassen“ hätten. Ranaldos Harmonie und Präzision und Moores reduziertes Spiel hätten einander perfekt ergänzt.

## Diskografie

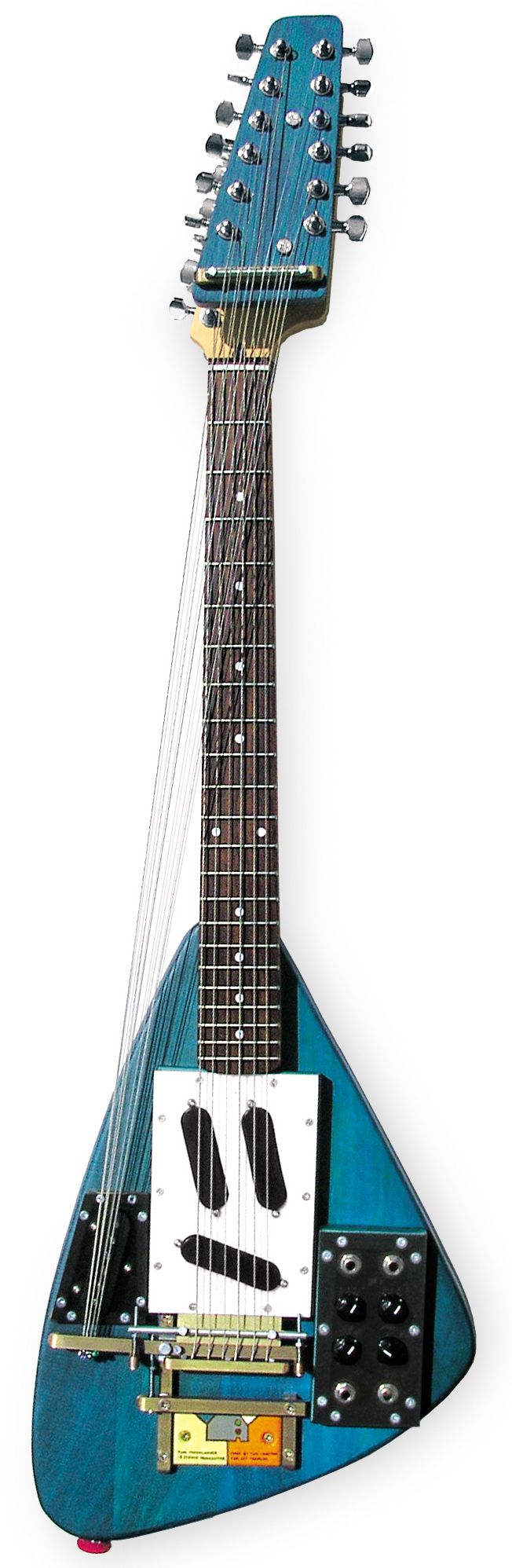
Moonlander E-Dronegitarre für Lee Ranaldo von Yuri Landman (2007)

Die Veröffentlichungen mit Sonic Youth finden sich in der Diskografie im Band-Artikel.
Alben
- 1987: From Here to Infinity (Blast First)
- 1993: Scriptures of the Golden Eternity (Father Yod)
- 1995: mit William Hooker – Envisioning (Knitting Factory Works)
- 1995: mit William Hooker, Zeena Parkins – The Gift of Tongues (Knitting Factory Works)
- 1997: mit William Hooker, Jim O’Rourke, Gianni Gebbia – Clouds: Victoriaville Concert May 1997 (Les Disques Victo)
- 1997: mit Loren Mazzacane Connors, Jean-Marc Montera, Thurston Moore – MMMR (Xeric, Numero Zero Audio)
- 1998: Dirty Windows (Barooni)
- 1998: Amarillo Ramp (For Robert Smithson) (Starlight Furniture Co.)
- 2000: mit Christian Marclay, Thurston Moore – Fuck Shit Up (Les Disques Victo)
- 2000: William Hooker, Christian Marclay – Bouquet (Knitting Factory Records)
- 2000: mit Thurston Moore, Steve Shelley, Mats Gustafsson – New York – Ystad (Olof Bright)
- 2002: Outside My Window the City is Never Silent – A Bestiary (Chocolate Monk, Hell’s Half Halo)
- 2003: mit William Hooker, Roger Miller – Out Trios Volume One: Monsoon (Atavistic)
- 2003: mit Dave Dyment – New Life After Fire (For Tom Thomson) (Art Metropole)
- 2004: Music for Stage and Screen (Les Disques Du Soleil Et De L’Acier)
- 2004: mit Steve Shelley, Jim O’Rourke, Thurston Moore – Melbourne Direct (Saucerlike Recordings)
- 2005: mit Birchville Cat Motel – 30th December 2004 (Celebrate Psi Phenomenon)
- 2005: mit Glen Hall, William Hooker – Oasis of Whispers (Alien8 Recordings)
- 2005: mit William Hooker – The Celestial Answer (Xeric)
- 2006: mit Carlos Giffoni, Thurston Moore, Nels Cline – Four Guitars Live (Important Records)
- 2006: Ambient Loop for Vancouver (Important Records)
- 2007: mit Nels Cline, Carlos Giffoni, Alan Licht – Nothing Makes Any Sense (No Fun Productions)
- 2008: Maelstrom from Drift (Three Lobed Recordings)
- 2008: mit Michael Morley, My Cat Is an Alien, Ramona Ponzini – Live @ Sensational Fix (Starlight Furniture Co.)
- 2009: mit Jim O’Rourke, Christoph Heemann – Bloomington, Indiana … Autumn (Streamline)
- 2010: mit My Cat Is an Alien, Ramona Ponzini – All Is Lost In Translation (Atavistic)
- 2010: mit Leah Singer – Water Days (Dis Voir)
- 2011: mit Jean-Marc Montera, Thurston Moore – Les Anges Du Péché (Dysmusie)
- 2012: Between the Times and the Tides (Matador Records)
- 2012: Between The Times and the Tides Demos (Lazy Eight)
- 2012: mit L’Orchestre Inharmonique de Nice – Lee Ranaldo conduit L’Orchestre Inharmonique de Nice (Les Disques En Rotin Réunis, Gasp Editions)
- 2015: mit William Basinski, Analia Saban – SASSAS Records V1.3 (SASSAS Records)
- 2017: Electric Trim (Mute)
- 2018: mit Hifiklub – In Doubt, Shadow Him! (Arnaud Maguet’s Movie OST) (Joyful Noise Recordings, Les Disques En Rotin Réunis)
- 2018: mit The Callas – Trouble and Desire (Inner Ear)
- 2018: Electric Trim Live at Rough Trade East (Mute)
- 2019: mit Jim Jarmusch, Marc Urselli, Balázs Pándi – Lee Ranaldo, Jim Jarmusch, Marc Urselli, Balazs Pandi (Trost Records)
- 2021: mit Wild Classical Music Ensemble – Hell gate (La Belle Brute)
- 2023: mit Pascal Comelade, Ramón Prats – Velvet Serenade (Staubgold, Cougouyou Music)

## Schriften
- mit Leah Singer: Road movies. Soft Skull Press, New York, NY, 1994.
- mit Leah Singer: Book Store. Hozomeen Press, Mystic, Connecticut, 1995, ISBN 978-1-88517-506-9.
- Jrnls 80s. Soft Skull, Turnaround, London, 1999, ISBN 978-1-88712-831-5.
- mit Leah Singer: Moroccan journal. Fringecore; Turnaround, London, 1999, ISBN 978-9-07620-752-0.
- Lengths and breaths. Water Row Press, Sudbury, 2004, ISBN 978-0-93495-379-5.
- mit Curt Kirkwood, Todd Colby: Hello from the American desert. Silver Wonder Press, Chicago, Illinois, 2007.
- Some Writings on Music and Musicians. Eigenverlag, New York City, 2016.